# Marino Lejarreta
Marino Lejarreta Arrizabalaga (Berriz, 14 mei 1957) is een Spaans voormalig wielrenner.
Lejarreta was vooral succesvol in de Grote Rondes. Zo eindigde hij bij zijn zeven deelnames aan de Ronde van Italië telkens in de top 10 van het eindklassement. In de Ronde van Frankrijk bereikte hij in 1989 en 1990 twee keer een vijfde plaats. De grootste successen boekte Lejarreta echter in de Ronde van Spanje. Deze ronde wist hij in 1982 te winnen met 18 seconden voorsprong op de nummer twee Michel Pollentier. Een jaar later eindigde Lejarreta in de Vuelta op de tweede plaats, maar won hij wel het puntenklassement. In 1991 stond hij voor de derde en laatste keer op het eindpodium. In totaal won hij twee etappes in de Giro, één in de Tour en vijf in de Vuelta. 
Lejarreta behoort tevens tot het selecte gezelschap van renners die in één jaar alle drie de grote rondes heeft uitgereden. Hij deed dat viermaal (1987, 1989, 1990 en 1991), waarmee hij tot 2015 recordhouder was. In 2016 reed Adam Hansen voor het vijfde opeenvolgende jaar de drie grote rondes uit.
Naast het rondewerk was Lejarreta ook zeer succesvol in de Clásica San Sebastián; hij won deze ronde driemaal, meer dan welke andere renner ook tot Remco Evenepoel zijn record evenaarde in 2023. In 1992, zijn laatste professionele seizoen, was hij zes maanden uitgeschakeld na een valpartij. Na zijn profcarrière was hij onder meer ploegleider bij Liberty Seguros en commentator bij de Baskische omroep EITB.

## Belangrijkste overwinningen
1980
- Eindklassement Ronde van Catalonië
- 4e etappe Ronde van Asturië

1981
- Clásica San Sebastián
- Subida al Naranco
- Prueba Villafranca de Ordizia
- Circuito de Getxo
- 3e etappe Route du Sud
- 3e etappe Ronde van de Tarn

1982
- 17e etappe en eindklassement Ronde van Spanje
- Clásica San Sebastián
- Eindklassement Ronde van La Rioja
- Ronde van Castilla
- Proloog en eindklassement Ronde van Cantabrië
- 2 etappe Vuelta a los Valles Mineros

1983
- 6e, 8e en 13e etappe Ronde van Spanje
- Puntenklassement Ronde van Spanje
- Ronde van de Apennijnen

1984
- 19e etappe Ronde van Italië

1986
- Eindklassement Ronde van Burgos
- Subida al Naranco
- 8e etappe Ronde van Spanje

1987
- Clásica San Sebastián
- Proloog, 4e etappe en eindklassement Ronde van Burgos
- Subida a Urkiola

1988
- Proloog, puntenklassement en eindklassement Ronde van Burgos
- Prueba Villafranca de Ordizia
- Eindklassement Volta a Galicia
- Eindklassement Ronde van Galega
- Subida a Urkiola
- Prueba Villafranca de Ordizia

1989
- Eindklassement Ronde van Catalonië
- Klasika Primavera
- 2e etappe Ronde van La Rioja
- Prueba Villafranca de Ordizia

1990
- 2e en 4e etappe en eindklassement Ronde van Burgos
- Puntenklassement Ronde van Catalonië
- 14e etappe Ronde van Frankrijk

1991
- 5e etappe Ronde van Italië
- 2e etappe deel b Ronde van Spanje (ploegentijdrit met ONCE)

1992
- Subida a Txitxarro

## Resultaten in voornaamste wedstrijden
| Jaar | Ronde van Italië | Ronde van Frankrijk | Ronde van Spanje |
| ---- | ---------------- | ------------------- | ---------------- |
| 1979 |                  |                     | 30e              |
| 1980 |                  |                     | 5e               |
| 1981 |                  | 35e                 |                  |
| 1982 |                  | 37e                 | ↑ (1)            |
| 1983 | 6e               |                     | ↑ (3)            |
| 1984 | 4e (1)           |                     | opgave           |
| 1985 | 5e               |                     |                  |
| 1986 |                  | 18e                 | 5e (1)           |
| 1987 | 4e               | 10e                 | 34e              |
| 1988 |                  | 16e                 | opgave           |
| 1989 | 10e              | 5e                  | 20e              |
| 1990 | 7e               | 5e (1)              | 55e              |
| 1991 | 5e (1)           | 53e                 | ↑                |
| 1992 |                  |                     |                  |

| Jaar | Milaan-San Remo | Luik-Bast.‑Luik | Ronde van Lombardije | Waalse Pijl | Clásica San Sebastián |  | WK op de weg |  | Wereldranglijsten |
| ---- | --------------- | --------------- | -------------------- | ----------- | --------------------- |  | ------------ |  | ----------------- |
| 1979 |                 |                 |                      |             |                       |  |              |  |                   |
| 1980 |                 |                 |                      |             |                       |  |              |  |                   |
| 1981 |                 |                 |                      |             | ↑                     |  | 15e          |  |                   |
| 1982 |                 |                 |                      |             | ↑                     |  | 5e           |  | 25e (SPP)         |
| 1983 | 111e            |                 | 11e                  |             |                       |  | 25e          |  | 23e (SPP)         |
| 1984 | 55e             |                 | 34e                  |             |                       |  | 13e          |  |                   |
| 1985 |                 |                 |                      |             |                       |  | 57e          |  |                   |
| 1986 |                 |                 |                      |             | ↑                     |  | 56e          |  |                   |
| 1987 | 114e            | 24e             |                      | 28e         | ↑                     |  | 38e          |  | 9e (SPP)          |
| 1988 | 29e             |                 | ↑                    |             | 4e                    |  | 74e          |  | 10e (UWB)         |
| 1989 | 64e             |                 | 30e                  |             | 84e                   |  | 11e          |  |                   |
| 1990 |                 | 42e             | 8e                   |             | 10e                   |  | 21e          |  | 10e (UWB)         |
| 1991 | 134e            | 7e              |                      | 8e          | 19e                   |  | 49e          |  |                   |
| 1992 | 146e            |                 |                      |             |                       |  |              |  |                   |